# Renault Agriculture

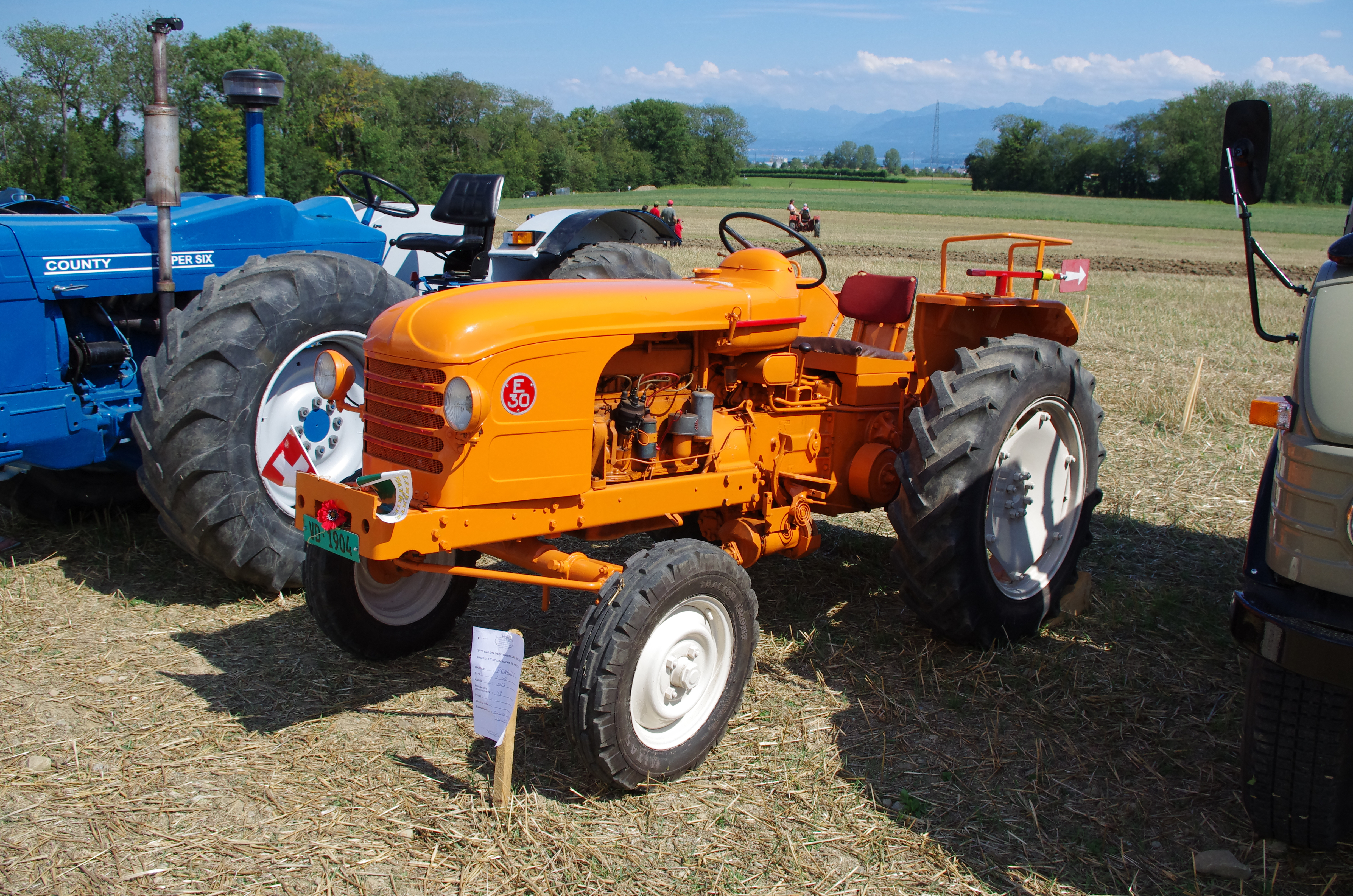
Ciągnik rolniczy Renault E30

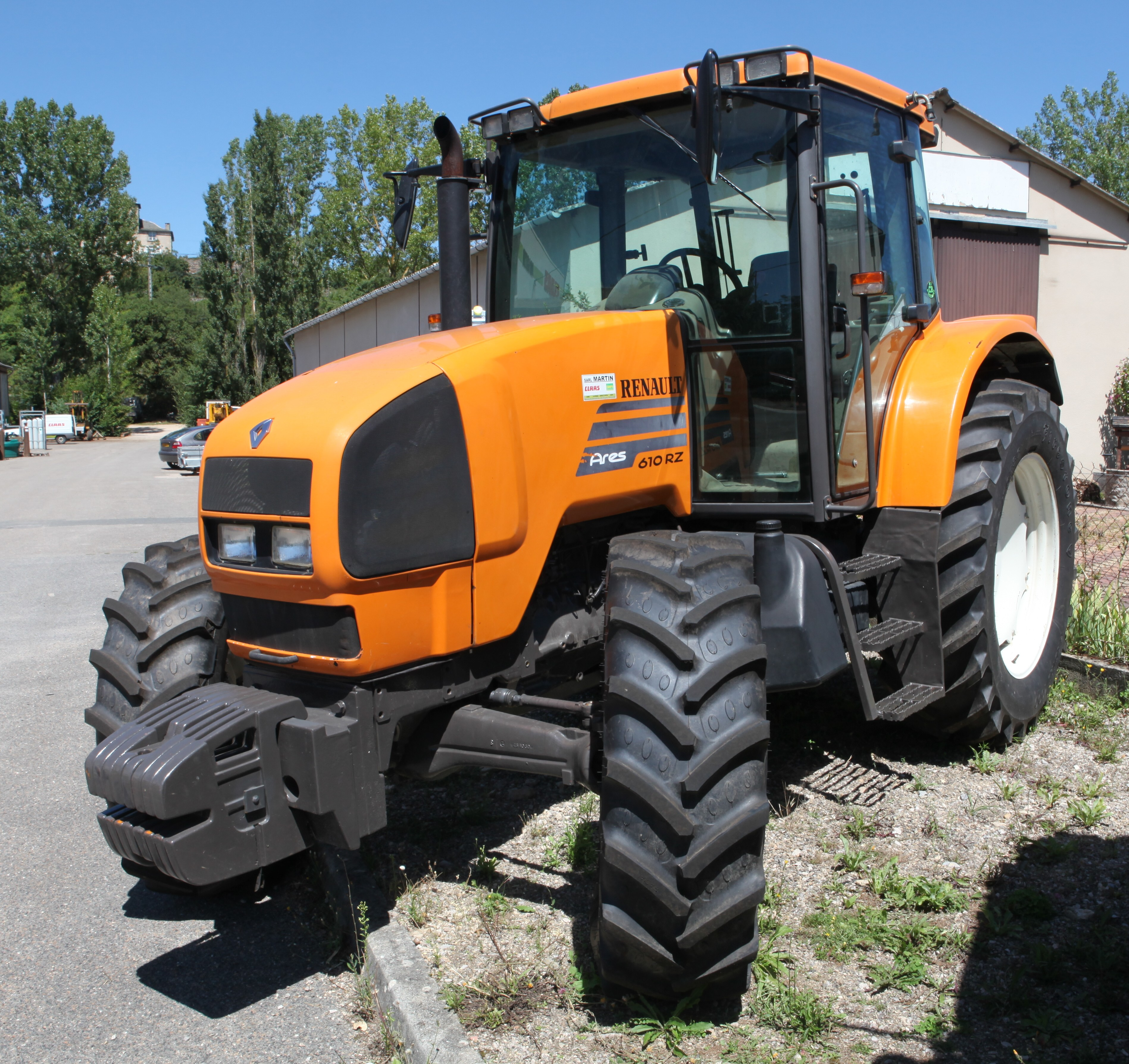
Ciągnik rolniczy Renault Ares 610 RZ

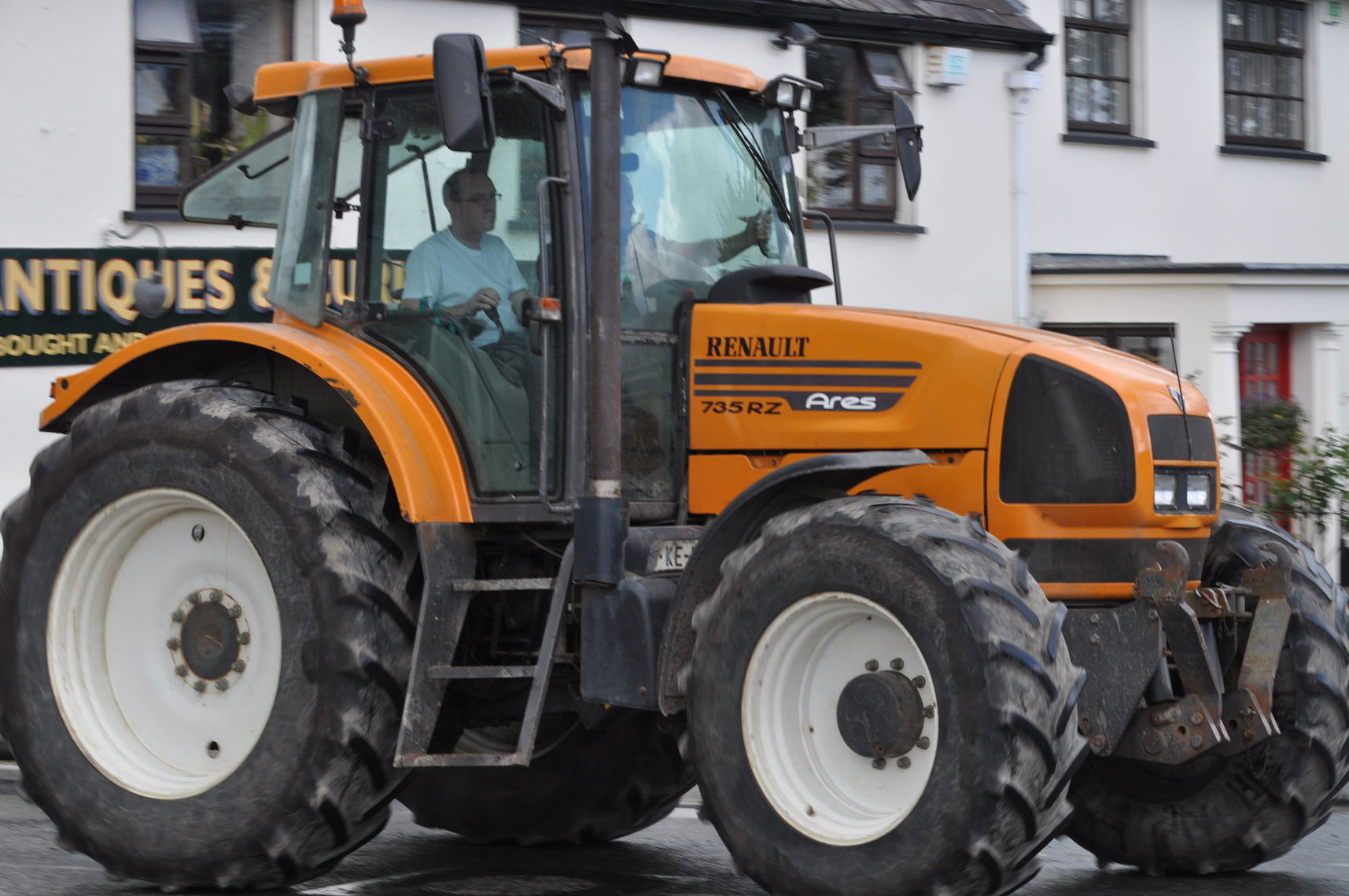
Ciągnik rolniczy Renault Ares 737 RZ

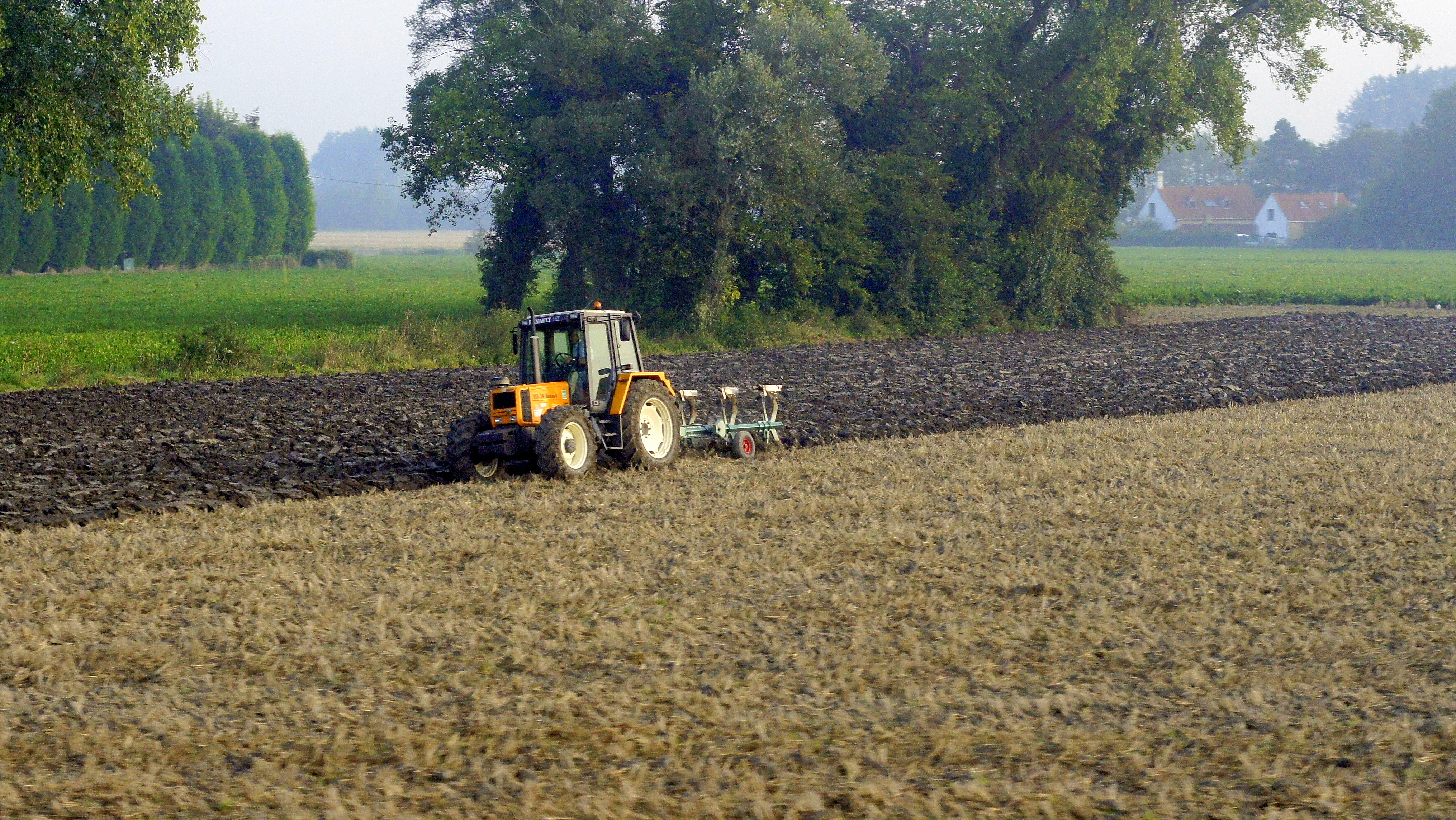
Renault 103-54TX podczas orki

Renault Agriculture – jest spółką zależną francuskiej firmy Renault specjalizującą się w projektowaniu, rozwoju, produkcji i dystrybucji ciągników rolniczych. W 2002 roku zostało wyprodukowane 9343 ciągników a obroty firmy wyniosły 636,8 mln Euro. Po nabyciu 100% udziałów przez niemiecką firmę Claas nowy właściciel zmienił jej nazwę na Claas Tractor SAS.

## Historia
W 1919 został wykonany pierwszy ciągnik Renault – typ GP bazujący na amerykańskim Cletrac Model R. W sumie wyprodukowano 425 sztuk tego modelu. W 1950 produkcja została przeniesiona do nowoczesnego zakładu w Le Mans.
W 1987 roku zostały wykupione udziały w Carraro Agritalia i rozpoczęto produkcję mniejszych ciągników pod marką Renault.
W 1992 roku zaprezentowano ciągnik Renault 180-94TZ wyposażony w przekładnie MULTISHIFT typu fullpowershift firmy Steyr.
W 1993 zaprezentowano serię Ceres wyposażonych w silnik MWM.
W 1994 roku Massey Ferguson Group i Renault Agriculture utworzyli w Beauvais spółkę joint venture GIMA (Groupement International de mécanique Agricole) specjalizującą się w projektowaniu oraz produkcji osi i przekładni.
W 1994 roku ogłoszono projekt współpracy pomiędzy John Deere i Renault. Projekt ten obejmował dostawę silników produkowanych w Saran przez John Deere oraz włączenie do oferty John Deere ciągników produkowanych przez Renault.
W 1996 roku rozpoczęto produkcję modelu Ares z silnikami DPS i przekładniami Gima.
W 2000 roku została zaprezentowana seria Atles 900 wyposażona w silniki Deutz BF6L1013FC o mocy od 190 do 240 KM, przekładnie typu "Full Powershift" FUNK AG250 z 18 biegami do przodu i 8 do tyłu, tylne osie GIMA oraz przednie osie z niezależną amortyzacją Carraro.
W 2003 roku na targach SIMA w Paryżu zaprezentowano serię Celtis, następcę serii Ceres, wyposażoną w silniki DPS (Deere Power Systems) oraz przekładnie i tylny most własnej produkcji
23 lutego 2003 Helmut Claas i Patrick Faure (Renault Agriculture) podpisali w Paryżu decydującą umowę, na mocy której Renault sprzedało grupie Claas 51% udziałów w Renault Agriculture.
23 stycznia 2006 Claas powiększył swoje udziały z 51% do 80%.
26 czerwca 2008 roku Claas stał się w 100% właścicielem fabryki w Le Mans, która odtąd znana jest jako Claas Tractor SAS.